# Basses gorges du Verdon
Ne doit pas être confondu avec Gorges du Verdon.
Les basses gorges du Verdon sont des gorges de France situées dans les Alpes-de-Haute-Provence et le Var, en aval du village de Quinson, sur le cours du Verdon, à une vingtaine de kilomètres au sud-ouest de son canyon. Les gorges constituent le prolongement amont du lac d'Esparron formé par le barrage de Gréoux dont les eaux remontent jusqu'à Quinson via les gorges. L'entrée symbolique des gorges est marquée par le pont de Quinson. Le sentier de grande randonnée 99 et le sentier de grande randonnée de pays Tour du Lac d'Esparron longent la rivière dans la partie amont des gorges en rive gauche. Le canal du Verdon qui nait en amont des gorges passe en rive gauche sur toute leur longueur quelques mètres au-dessus du niveau de l'eau.

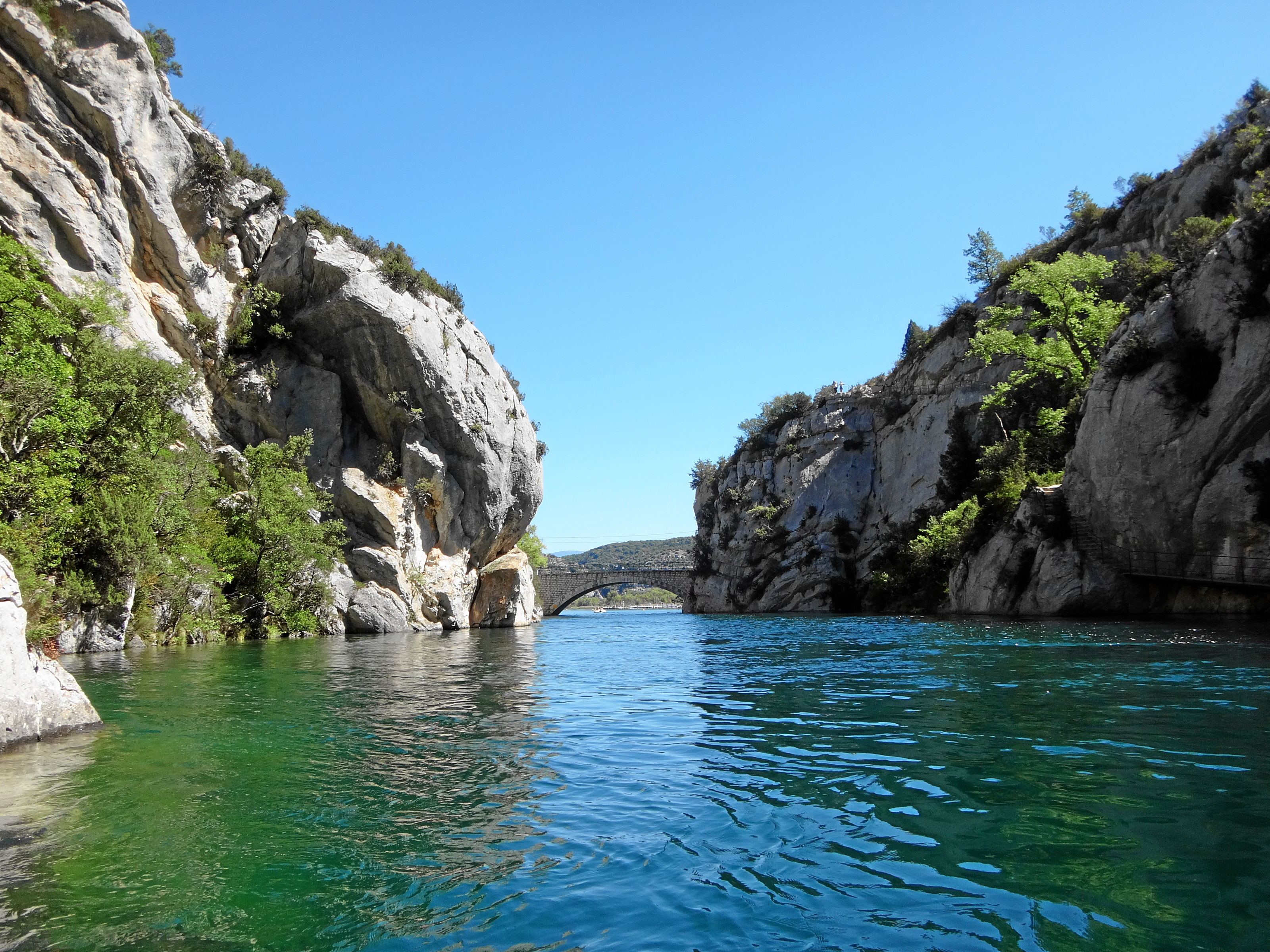
Vue vers l'amont du pont de Quinson depuis l'entrée des gorges.

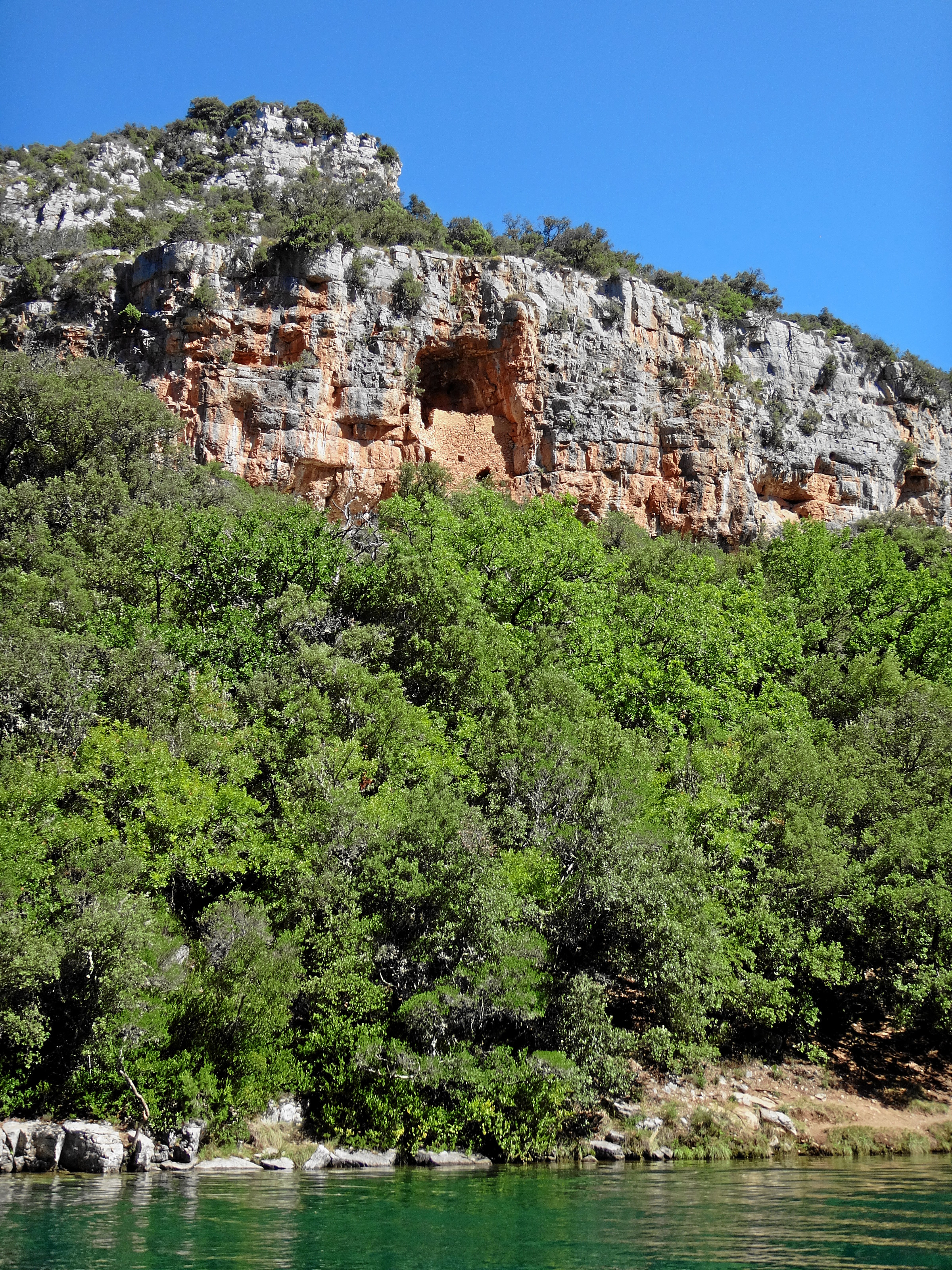
La grotte Gaspard de Besse dominant la rivière dans les gorges.